# Virachola
Virachola là một chi bướm ngày thuộc họ Lycaenidae.
Loài gồm có:
- Virachola isocrates - common guava blue
- Virachola perse - large guava blue